# Kyōko Nishikawa
Pour les articles homonymes, voir Nishikawa (homonymie).
Kyōko Nishikawa (西川京子, Nishikawa Kyōko), née le 2 octobre 1945, est une femme politique japonaise, représentant la préfecture de Fukuoka à la Chambre des représentants du Japon pour le Parti libéral-démocrate japonais. Elle est nommée à plusieurs reprises dans des gouvernements japonais, notamment au poste de secrétaire parlementaire chargée de la Santé, du Travail et des Affaires sociales dans le gouvernement Koizumi III en 2005, ou au poste de vice-ministre chargée de l'Éducation, de la Culture, des Sports, des Sciences et de la Technologie dans le gouvernement Abe II en 2013.

## Jeunesse et études
Nishikawa naît le 2 octobre 1945 à Ōme. Elle obtient son diplôme du département éducation de l'université Waseda en mars 1963.

## Carrière électorale
Nishikawa se présente pour la première fois aux élections lors des élections législatives du Japon de 2000, représentant le parti libéral-démocrate. À la suite de cette élection, elle est élue à la représentation proportionnelle.
En septembre 2003, elle est nommée directrice du bureau des femmes du PLD, et est réélue à son poste de représentante en novembre, toujours à la représentation proportionnelle.
En 2005, Nishikawa se représente à la Diète, cette fois dans la dixième circonscription de la préfecture de Fukuoka. Lors de sa campagne, elle devient célèbre pour ses discours dans la rue, qu'elle effectue sur une caisse de mandarines. Elle devient ainsi connue dans sa circonscription sous le nom de « Vieille dame à la boîte de mandarines ». Elle est élue à l'issue de cette élection. 
Elle rejoint en 2007 le gouvernement Abe II, au poste de Vice-ministre chargée de la Santé, du Travail et des Affaires sociales.
Elle se représente en 2009 dans la dixième circonscription de Fukuoka, mais échoue à être réelue, que ce soit dans sa circonscription ou à la relance proportionnelle. Elle retrouve son siège proportionnel en 2012, à la suite des élections législatives japonaises de la même année. Elle rejoint ensuite le gouvernement Abe III, au poste de vice-ministre chargée de l'Éducation, de la Culture, des Sports, des Sciences et de la Technologie.
En 2014, elle se représente aux élections législatives, mais échoue à se faire élire, à la fois dans la circonscription et à la relance proportionnelle. En conséquence, elle décide de prendre sa retraite de la politique nationale.

## Carrière post-électorale
En 2016, Nishikawa prend la présidence de l'université internationale de Kyūshū (en).

## Prises de positions
D'un point de vue social, Nishikawa s'oppose à la révision du Code civil visant à éliminer la discrimination successorale pour les enfants nés hors mariage, arguant que cela détruirait le système familial.

## Controverses
En 2021, elle déclare lors de la cérémonie d'inauguration d'un lycée dans la préfecture de Kumamoto que le Japon était du bon côté de la guerre lors de la guerre du Pacifique, et que cette dernière avait pour but de faire prospérer l'Asie, ce qui déclenche une polémique,.